# Мохнатка обыкновенная
Мохнатка обыкновенная (лат. Lagria hirta) — вид жуков из семейства Tenebrionidae.
Жук длиной 7—10 мм, коричневого или чёрного цвета с длинными волосками. Надкрылья мягкие, буровато-жёлтые. Голова и грудь малы, надкрылья широки, длинны и несколько расширены у заднего конца, ноги тонкие.
Встречается на цветах с конца мая по конец июля. Взрослые жуки питаются нектаром и пыльцой. Личинка живёт под землёй и питается растительными остатками. Зимует и окукливается ранней весной.
Вид распространён в Европе, Северной Африке, в Восточной и Западной Сибири и Центральной Азии.